# Espondilodiscite
Espondilodiscite é uma condição médica caracterizada pela combinação de discite (inflamação de um ou mais espaços do disco intervertebral) e espondilite (inflamação de uma ou mais vértebras), esta última geralmente envolvendo também as áreas adjacentes ao espaço do disco intervertebral.

## Fatores de risco
Diversas condições podem predispor ao desenvolvimento da espondilodiscite, incluindo:
- Diabetes mellitus;
- Uso prolongado de corticosteroides (corticoterapia);
- Uso de drogas por via endovenosa;
- Infecção pelo vírus da imunodeficiência humana (HIV).[2]

## Tipos
A espondilodiscite pode ser causada por diferentes agentes infecciosos. Entre os principais tipos estão:
- Espondilodiscite por Mycobacterium tuberculosis (também chamada espondilodiscite tuberculosa ou mal de Pott);
- Espondilodiscite por Staphylococcus aureus;
- Espondilodiscite por Salmonella typhi;
- Espondilodiscite por Streptococcus viridans;
- Espondilodiscite séptica (causada por diversos agentes bacterianos em geral).[3]

## Sintomas
Os sintomas da espondilodiscite são geralmente insidiosos e podem incluir:
- Dor intensa localizada na coluna vertebral, muitas vezes persistente e agravada com o movimento;
- Febre e calafrios;
- Perda de peso e fadiga;
- Rigidez e limitação da mobilidade;
- Em casos mais graves, sinais neurológicos como fraqueza, dormência ou paralisia parcial devido à compressão da medula espinhal.[4]

## Diagnóstico
O diagnóstico de espondilodiscite envolve uma combinação de avaliação clínica e exames complementares, como:
- Ressonância magnética (RM), considerada o exame mais sensível;
- Tomografia computadorizada (TC), útil para avaliar destruição óssea;
- Hemoculturas para identificação do agente infeccioso;
- Biópsia do disco intervertebral ou da vértebra acometida;
- Exames laboratoriais que podem revelar leucocitose, elevação da proteína C-reativa (PCR) e da velocidade de hemossedimentação (VHS).[2]

## Tratamento
O tratamento da espondilodiscite geralmente inclui:
- Administração de antibióticos intravenosos, ajustados conforme o agente infeccioso identificado;
- Uso de antituberculosos nos casos de infecção por Mycobacterium tuberculosis;
- Analgésicos e anti-inflamatórios para controle da dor;
- Imobilização da coluna em alguns casos;
- Intervenção cirúrgica em situações de instabilidade vertebral, abscesso epidural ou compressão medular.[2]

## Prognóstico
O prognóstico da espondilodiscite depende da rapidez do diagnóstico e do início do tratamento. Em geral:
- A maioria dos pacientes apresenta boa recuperação com tratamento adequado;
- Complicações, como deformidades vertebrais e déficits neurológicos, podem ocorrer em casos de diagnóstico tardio;
- Pacientes imunossuprimidos têm maior risco de evolução desfavorável.[3]ReferênciasReferências

1. ↑  Zimmerli, W. (2010). Clinical practice: vertebral osteomyelitis. New England Journal of Medicine, 362(11), 1022–1029. DOI: 10.1056/NEJMcp0910753
2. 1 2 3  Berbari, E.F. et al. (2015). 2015 Infectious Diseases Society of America clinical practice guidelines for the diagnosis and treatment of native vertebral osteomyelitis in adults. Clinical Infectious Diseases, 61(6), e26–e46. DOI: 10.1093/cid/civ482
3. 1 2  Sobottke, R. et al. (2008). Current diagnosis and treatment of spondylodiscitis. Dtsch Arztebl Int, 105(10), 181–187. DOI: 10.3238/arztebl.2008.0181
4. ↑  Tali, E.T. (2004). Spinal infections. European Journal of Radiology, 50(2), 120–133. DOI: 10.1016/j.ejrad.2003.12.006